# ۲۱ رجب
۲۱ رجب، بیست و یکمین روز از ماه رجب در تقویم هجری قمری است.
در تقویم هجری قمری قراردادی این روز صد و نود و هشتمین روز سال است.

## مناسبت‌ها
وفات حضرت رباب یک سال پس از واقعه عاشورا بوده است ولی شیعیان امیرالمومنین(ع) هرساله ۲۱ رجب را برای مادر عزاداری میکنند.